# 갓 탤런트
《갓 탤런트》는 영국의 탤런트 쇼 텔레비전 포맷으로, 사이먼 코웰의 SYCOtv가 소유주이다. 파일럿 프로그램은 2005년 영국에서 제작되어, 폴 오 그레이디가 진행을 맡았으나, 오 그레이디가 ITV에서 나오게 되며, 방송 시리즈가 연기되었고, 미국 NBC의 아메리카 갓 탤런트가 갓 텔런트 포맷의 첫 풀 시리즈로 기획되었다.
아메리카 갓 탤런트는 58개국 (2014년 4월 기준)에 스핀오프 프로그램을 진출시켰으며, '갓 탤런트' 포맷을 구축하는데 중요한 역할을 하였다. 아이돌, 더 엑스 팩터 포맷과 비슷한 형태를 띠기로도 잘 알려져 있다. 그러나 다른 포맷과 달리, 갓 탤런트는 노래 이외의 예술적 재능들도 방송한다. 2014년 4월, 갓 탤런트 포맷은 기네스 세계 기록에 세계에서 가장 성공적인 리얼리티 TV 포맷으로 선정되었다.

## 같이 보기
- 아메리칸 아이돌
- 슈퍼탤런트 오브 더 월드
- 더 보이스 (미국의 텔레비전 프로그램)